# حارة رصد (رصد)
رصد هي إحدى حارات حي رصد بمدينة رصد التابعة لمحافظة أبين، بلغ تعداد سكانها 862 نسمة حسب تعداد اليمن لعام 2004.